# Västra gärdet
Västra gärdet est une localité suédoise située dans la commune de Falkenberg.